# Cyrestis tervisia
Cyrestis tervisia är en fjärilsart som beskrevs av Hans Fruhstorfer 1913. Cyrestis tervisia ingår i släktet Cyrestis och familjen praktfjärilar. Inga underarter finns listade i Catalogue of Life.